# Nomeações de Joe Biden à Suprema Corte dos Estados Unidos
De acordo com a Constituição dos Estados Unidos, com "conselho e consentimento" do Senado, o Presidente dos Estados Unidos nomeia os membros da Suprema Corte, a mais alta instância do sistema judiciário federal estadunidense. Após sua vitória nas eleições presidenciais de 2020, o Democrata Joe Biden foi empossado no cargo em 20 de janeiro de 2021. Durante a campanha das primárias Democratas de 2020, Biden prometeu nomear uma mulher afro-americana à Suprema Corte embora, ao contrário de seu então oponente Donald Trump, não tenha divulgado uma lista específica de potenciais candidatos.
Em fevereiro de 2022, Biden nomeou a juíza Ketanji Brown Jackson à Suprema Corte em substituição à Stephen Breyer, que havia sido jubilado no encerramento do ano judicial da corte em 2022.

## Composição da Suprema Corte
O mandato presidencial de Biden teve início em 20 de janeiro de 2021, com todos os assentos de Juízes Associados preenchidos por nomeações de presidentes anteriores. A nomeação mais recente era, então, a de Neil Gorsuch por Donald Trump em janeiro de 2017 após a vaga deixada por Antonin Scalia no ano anterior.
Atualmente, a Suprema Corte dos Estados Unidos é composta pelos seguintes Juízes:
| Nome                            | Posse | Indicado por      | Alma mater                 |
| ------------------------------- | ----- | ----------------- | -------------------------- |
| Clarence Thomas                 | 1991  | George H. W. Bush | Universidade Yale          |
| John Roberts (Chefe de Justiça) | 2005  | George W. Bush    | Universidade Harvard       |
| Samuel Alito                    | 2006  | George W. Bush    | Universidade Yale          |
| Sonia Sotomayor                 | 2009  | Barack Obama      | Universidade Yale          |
| Elena Kagan                     | 2010  | Barack Obama      | Universidade Harvard       |
| Neil Gorsuch                    | 2017  | Donald Trump      | Universidade Harvard       |
| Brett Kavanaugh                 | 2018  | Donald Trump      | Universidade Yale          |
| Amy Coney Barrett               | 2020  | Donald Trump      | Universidade de Notre Dame |
| Ketanji Brown Jackson           | 2022  | Joe Biden         | Universidade Harvard       |

## Nomeação de Ketanji Brown Jackson
Em 26 de janeiro de 2022, foi relatado que o Juiz Associado Stephen Breyer planejava renunciar ao final do mandato anual da corte, dando a Biden sua primeira oportunidade de nomear um Juiz à Suprema Corte. Em 27 de janeiro, Biden reiterou sua intenção de manter sua promessa de campanha de nomear uma mulher afro-americana ao cargo. Em 22 de fevereiro, foi relatado que Biden havia se encontrado com suas três principais candidatas - Ketanji Brown Jackson, J. Michelle Childs e Leondra Kruger. Em 25 de fevereiro, Jackson foi finalmente anunciada como a nomeação de Biden à Suprema Corte. Jackson foi confirmada pelo Senado por 53 a 47 votos em 7 de abril e empossada ao meio-dia de 30 de junho do mesmo ano, quando a aposentadoria de Breyer entrou em vigor.

## Possíveis nomeações
Abaixo, uma lista de indivíduos que têm sido mencionados por vários meios de comunicação como prováveis nomeações à Suprema Corte durante a Presidência de Biden. Os nomes marcados com um asterisco (*) indicam as nomeações baseadas no compromisso de campanha de Biden de indicar uma mulher afro-americana à Suprema Corte. Os nomes em negrito assinalam os candidatos que eventualmente foram oficialmente nomeados por Biden à Suprema Corte.

### Corte de Apelações dos Estados Unidos
Distrito de Colúmbia
- Ketanji Brown Jackson* (n. 1970)
- Sri Srinivasan (n. 1967)
- J. Michelle Childs* (n. 1966)

Segundo Circuito
- Eunice C. Lee* (n. 1970)
- Alison Nathan (n. 1972)

Terceiro Circuito
- Arianna J. Freeman* (n. 1978)

Mapa das Cortes de Apelações dos Estados Unidos.

- Tamika Montgomery-Reeves* (n. 1981)

Sétimo Circuito
- Candace Jackson-Akiwumi* (n. 1979)

Nono Circuito
- Michelle Friedland (n. 1972)
- Lucy Koh (n. 1968)
- Jacqueline Nguyen (n. 1965)
- Holly A. Thomas* (n. 1979)
- Paul J. Watford (n. 1967)

Circuito Federal
- Tiffany P. Cunningham* (n. 1976)
- Todd M. Hughes (n. 1966)